# NGC 2002
NGC 2002 је расејано звездано јато у сазвежђу Златна риба које се налази на NGC листи објеката дубоког неба.
Деклинација објекта је - 66° 53' 3" а ректасцензија 5h 30m 20,4s. Привидна величина (магнитуда) објекта NGC 2002 износи 10,1. NGC 2002 је још познат и под ознакама ESO 86-SC3.